# Alexander Michailowitsch Wolkonski

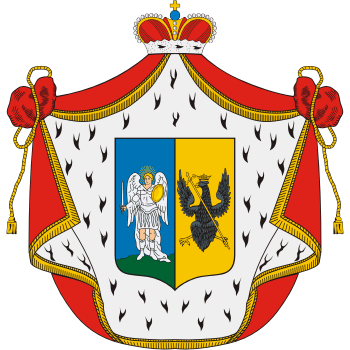
Wappen der Fürsten Wolkonski

Alexander Michailowitsch Wolkonski (russisch Александр Михайлович Волконский, * 25. April 1866 in Sankt Petersburg; † 18. Oktober 1934 in Rom) war ein russischer Fürst und Generalstabsoffizier der Kaiserlich-russischen Armee und Autor. Er konvertierte zum Katholizismus und wurde zum katholischen Priester geweiht.

## Leben

### Militär
A.M. Wolkonski studierte an der Universität Sankt Petersburg Rechtswissenschaft und schloss dieses mit einem Examen ab. Er trat danach in den Militärdienst ein und begann seine Offiziersausbildung an der Kavallerie-Schule und setzte diese an der Militärakademie (1890) in Sankt Petersburg fort. Darüber hinaus war er 1896 an der Stabsakademie-Nikolaus  und nahm 1900 an weiterführenden Kursen teil. Seit 1889 diente Wolkonski im Kavallerie-Regiment der kaiserlich-russischen Garde. 1890 war er Unteroffizier, dann wurde er Junker und am 28. Dezember 1890 zum Kornett ernannt. Zum Leutnant wurde er 1894 befördert und 1895 zu einer außerordentlichen Mission nach Persien entsandt. 1897 kommandierte man ihn zur russischen Gesandtschaft nach Peking. Mit seinem vertraulichen Dossier „Die Notwendigkeit, unserer strategischen Position im Fernen Osten zu stärken“, erörterte er einen möglichen Konflikt mit Japan und die mangelnde Bereitschaft Russlands. 1898 sandte Russland ihn nach Turkestan.
Seine militärische Karriere setzte fort, er nahm auf der russischen Seite an der Niederschlagung des Boxeraufstands von 1900 teil und kämpfte in der Provinz Peking. 1901 wurde er zum Stabskapitän befördert und in die 5. Infanterie-Division versetzt, von September 1901 bis Oktober 1902 war er Geschwader-Kommandant im 3. Dragoner-Regiment, dem sogenannten Leibgarde-Regiment Finnland. Seine nächste Verwendung war von 1902 bis 1905 im Generalstab, er war dort in der Geheimdienstabteilung als Ermittler und Statistiker (ein sogenannter Auswerter) über ausländische Streitkräfte tätig. Von Mai bis August 1905 war er Chef der 8. Abteilung des Pazifischen Flottenkommandostabes und ab Mai 1906 wurde er dem Generalstab zur Analyse der Daten und der militärischen Situation der asiatischen Länder zugeteilt.
In seiner nächsten Verwendung wurde er im Februar 1908 als Militäragent nach Italien entsandt, dort verfasste er militärische Berichte und Auswertungen über die italienischen Streitkräfte und deren Zusammenarbeit mit dem Deutschen Reich. In dieser Funktion wurde er zum Oberst befördert und erstellte unter einem Decknamen Informationen über das italienische Maschinengewehre Perino Modell 1908 und Fiat–Revelli Modello 1914, Zustandberichte über die italienischen Streitkräfte und lieferte diese Informationen an den kaiserlich-russischen Geheimstab. Danach wurde er als Flügeladjutant des Zaren ernannt. Anlässlich der Feierlichkeiten zum 100. Jahrestag des Vaterländischen Krieges von 1812 kritisierte er die Ansprache des Zaren Nikolaus II., der den Zaren als Autokrat aller Russen darstellte. Wolkonski vertrat die Ansicht, dass seit dem Manifest vom 17. Oktober 1905 der Kaiser ein konstitutioneller Souverän sei. Dieser Standpunkt und die Anfeindungen der Presse sowie seiner Vorgesetzten führte konsequenterweise dazu, dass er aus gesundheitlichen Gründen um seine Entlassung ersuchte, der auch „mit Uniform samt Rente“ stattgegeben wurde. Trotzdem wird er zu Beginn des Ersten Weltkrieges im Rang eines Obersten der Reserve reaktiviert und als Stabschef der 12. Reserve-Brigade auf der Krim eingesetzt. Von 1915 bis 1917 wurde er nochmals als Militärattaché im Aufklärungsdienst nach Rom entsandt.
Nach der Oktoberrevolution  musste A.M. Wolkonski 1917 das russische Kaiserreich verlassen und pflegte enge Beziehungen zu General Pjotr Nikolajewitsch Wrangel, der als General in der Weißen Armee agierte. In seinem Exil verfasste er mehrere Zeitungsartikel, veröffentlichte militärpolitische Analysen und war Gegner der ukrainisch-nationalen Bewegung und der Zentralversammlung. Darüber hinaus war er Autor mehrerer geschichtlicher Bücher über Russland.

### Theologie
In den 1920er Jahren wandte sich Wolkonski zum Uniatismus zu, er studierte Theologie und wurde am 6. Juli 1930 durch den Exarchen von Sofia Kyrill Kurtew zum Priester geweiht. Als katholischer Priester befasste er sich mit der Römischen Gemeinschaft der Vereinten Nation und verfasste sein Buch „Katholizismus und östliche Tradition“, welches 1933–1934 in Paris und 1992 in Schowkwa veröffentlicht wurde. Er wurde Mitglied der Pro-russischen Kommission in Rom und unterrichtete neben russisch auch weitere slawische Sprachen am Päpstlichen Orientalischen Institut.
Alexander Michailowitsch starb am 18. Oktober 1934, er wurde in der Krypta des Päpstlichen Griechischen Kollegs vom Hl. Athanasius, welche sich auf dem römischen Friedhof Campo Verano befindet beigesetzt. Seine Grabstätte existiert aber heute nicht mehr.

## Herkunft und Familie
Knes Alexander Michailowitsch Wolkonski stammte aus dem uradeligen russischen Rurikengeschlecht Wolkonski. Sein Vater war der Oberhofmeister Michail Sergejewitsch Wolkonski (1832–1909), sein Großvater war der Dekabrist und Generalmajor Sergei Grigorjewitsch Wolkonski (1788–1865), sein Großonkel väterlicherseits war der Generalmajor Nikita Grigorjewitsch Wolkonski (1781–1844), dieser war mit der Hofdame Sinaida Alexandrowna Wolkonskaja (1792–1862). Seine Brüder waren der Musikpädagoge Sergei Michailowitsch Wolkonski (1860–1937) und der Politiker Wladimir Michailowitsch Wolkonski (1868–1953). Alexander Michailowitsch heiratete die Prinzessin Eugenia Petrowna Wassiltchikov († 1924 in Paris), ihre Söhne waren Daniel Alexsandrowitsch Wolkonski (* 1902; † 1979 in Palma de Mallorca), Nikita Alexandrowitsch Wolkonski (* 1904; † 1924 in Paris) und Wladimir Alexsandrowitsch Wolkonski (* 1908; † 1980 in Montefiore dell’Aso), ihre Tochter Maria starb 1968 in New York.

## Werke (Auszug)
- Prince Alexandre Wolkonsky: The Ukraine Question, The historic truth versus the separatist propaganda. Translated under the direction of William Gibson. Rom : Ditta E. Armani, 1920
- Священник князь А. Волконский. Католичество и Священное Предание Востока (Katholizismus und Heilige Tradition des Ostens)

A.M. Wolkonski veröffentlichte Ende des Jahres 1904 einen kritischen Artikel in der Nowoje wremja, in der er die Führung des Russisch-Japanischen Krieges aus russischer Seite bedauerte. Dieser Artikel führte bei seinen Vorgesetzten zur Missbilligung. Er befürwortet die Weigerung, die Armee in politische Angelegenheiten einzubeziehen, was er in einer Broschüre mit dem Titel „Die Armee und die Rechtsstaatlichkeit“ zum Ausdruck bringt. Er schrieb auch im Dezember 1906 eine Analyse über die gegenwärtige politisch-militärische Situation in Russland, welche die Stärkung des Rates der Nationalen Verteidigung befürwortet. Diesen Standpunkt verteidigt er noch in einer weiteren Broschüre, die 1907 unter einem Pseudonym veröffentlicht wurde. Er schrieb einige historische Bücher, z. B. „Der Name Russlands vor der mongolischen Zeit“ (1929) und verschiedene Aufsätze wie: Was ist die größte Gefahr? (1929), Little Russian and Ukrainian (1929).